# Campionat Manomanista de 2005
L'edició del 2005 del Campionat Manomanista de pilota basca tingué aquests resultats:

## Fase prèvia

### 32ns de final
| Data     | Lloc       | Roig     | Blau         | Resultat |
| -------- | ---------- | -------- | ------------ | -------- |
| 01/04/05 | Amurrio    | Koka     | Berraondo    | 22-17    |
| 02/04/05 | Amorebieta | Agirre   | Galartza V   | 22-19    |
| 03/04/05 | Bergara    | Goñi III | Peñagarikano | 22-17    |
| 04/04/05 | Tolosa     | Lasa III | Esain        | 22-20    |

### 16ns de final
| Data     | Lloc              | Roig     | Blau         | Resultat |
| -------- | ----------------- | -------- | ------------ | -------- |
| 08/04/05 | Zeanuri           | Pascual  | Agirre       | 22-21    |
| 09/04/05 | Labrit (Pamplona) | Lasa III | Peñagarikano | 22-12    |
| 09/04/05 | Labrit (Pamplona) | Beloki I | Goñi III     | 22-02    |
| 10/04/05 | Bergara           | Gonzalez | Koka         | 22-18    |

### 8ns de final
| Data     | Lloc               | Roig     | Blau       | Resultat |
| -------- | ------------------ | -------- | ---------- | -------- |
| 15/04/05 | Azkoitia           | Gonzalez | Barriola   | Lesió    |
| 16/04/05 | Labrit (Pamplona)  | Beloki I | Patxi Ruiz | 15-22    |
| 17/04/05 | Bergara (Pamplona) | Lasa III | Olaizola I | 07-22    |
| 17/04/05 | Amorebieta         | Zearra   | Pascual    | 22-19    |

## Fase final del 2005
|  | Quarts de final                       | Quarts de final               |                                       |    | Semifinals  | Semifinals  |  |  | Final | Final |
|  |                                       |                               |                                       |    |             |             |  |  |       |       |
|  | Labrit (Pamplona), 30 d'abril         |                               |                                       |    |             |             |  |  |       |       |
|  |                                       |                               |                                       |    |             |             |  |  |       |       |
|  | Eugi                                  | 01                            |                                       |    |             |             |  |  |       |       |
|  | Eugi                                  | 01                            | Atano III (Sant Sebastià), 22 de maig |    |             |             |  |  |       |       |
|  | Patxi Ruiz                            | 22                            |                                       |    |             |             |  |  |       |       |
|  | Patxi Ruiz                            | 22                            | Martinez de Irujo                     | 22 |             |             |  |  |       |       |
|  | Bergara, 01 de maig                   |                               | Martinez de Irujo                     | 22 |             |             |  |  |       |       |
|  |                                       | Patxi Ruiz                    | 21                                    |    |             |             |  |  |       |       |
|  | Martinez de Irujo                     | Patxi Ruiz                    | 21                                    | 22 |             |             |  |  |       |       |
|  | Martinez de Irujo                     |                               | Atano III (Sant Sebastià), 05 de juny | 22 |             |             |  |  |       |       |
|  | Olaizola I                            | 16                            |                                       |    |             |             |  |  |       |       |
|  | Olaizola I                            | 16                            | Martinez de Irujo                     | 18 |             |             |  |  |       |       |
|  | Zarautz, 07 de maig                   |                               | Martinez de Irujo                     | 18 |             |             |  |  |       |       |
|  |                                       | Olaizola II                   | 22                                    |    |             |             |  |  |       |       |
|  | Gonzalez                              | Olaizola II                   | 22                                    | 22 |             |             |  |  |       |       |
|  | Gonzalez                              | Beotibar (Tolosa), 21 de maig |                                       | 22 |             |             |  |  |       |       |
|  | Xala                                  | 21                            |                                       |    |             |             |  |  |       |       |
|  | Xala                                  | 21                            | Olaizola II                           | 22 | Tercer lloc | Tercer lloc |  |  |       |       |
|  | Atano III (Sant Sebastià), 08 de maig |                               | Olaizola II                           | 22 | Tercer lloc | Tercer lloc |  |  |       |       |
|  |                                       | Gonzalez                      | 06                                    |    |             |             |  |  |       |       |
|  | Zearra                                | Gonzalez                      | 06                                    | 09 |             |             |  |  |       |       |
|  | Zearra                                |                               |                                       | 09 |             |             |  |  |       |       |
|  | Olaizola II                           | 22                            |                                       |    |             |             |  |  |       |       |
|  | Olaizola II                           | 22                            |                                       |    |             |             |  |  |       |       |
|  |                                       |                               |                                       |    |             |             |  |  |       |       |
|  |                                       |                               |                                       |    |             |             |  |  |       |       |

## Altres edicions del Campionat Manomanista
- Campionat Manomanista de 2006
- Campionat Manomanista de 2007
- Campionat Manomanista de 2008
- Campionat Manomanista de 2009